# تانيا أورتيز
تانيا أورتيز (30 أكتوبر 1965 في كوبا - ) هي لاعبة كرة طائرة كوبا في مركز ممرر ‏. شاركت في الألعاب الأولمبية الصيفية 1992.

## وصلات خارجية
- تانيا أورتيز على موقع عالم الكرة الطائرة (الإنجليزية)
- تانيا أورتيز على موقع دوري الدرجة الأولى الإيطالي للكرة الطائرة - سيدات (الإيطالية)
- تانيا أورتيز على موقع اللجنة الأولمبية الدولية (الإنجليزية)
- تانيا أورتيز على موقع أوليمبيديا (الإنجليزية)